# Chiesa di San Rocco sopra Principe
La chiesa di San Rocco sopra Principe, o San Rocco di Granarolo, è un edificio religioso cattolico del centro cittadino di Genova, nel quartiere di San Teodoro.

## Storia

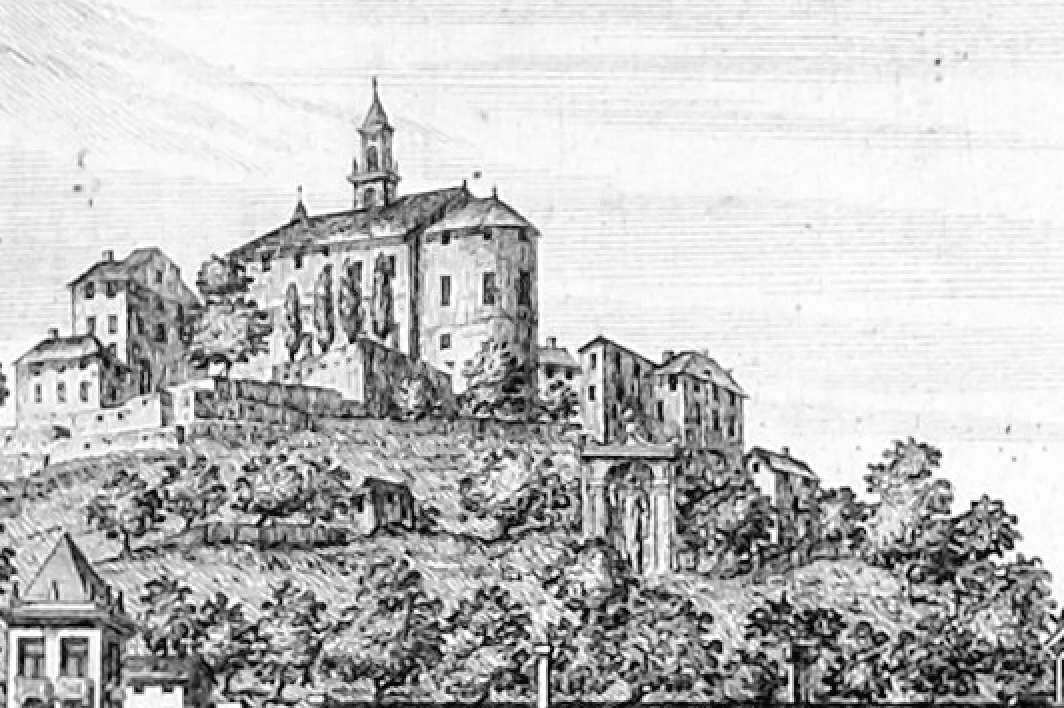
La chiesa in un disegno di Antonio Giolfi di metà '700

La chiesa, posta sul colle retrostante il Palazzo del Principe, fu costruita nel XVI secolo su una precedente cappella trecentesca intitolata a santa Margherita, annessa a un monastero di monache agostiniane, citata per la prima volta in un documento del 1316.
Nel 1510 il monastero passò ai canonici lateranensi e nel 1555 agli apostolini che la intitolarono a san Rocco.
Dopo la soppressione dell'ordine degli Apostolini, dal 1660 la chiesa passò alla gestione dei chierici regolari minori di Santa Fede, che vi rimasero fino alla soppressione degli istituti religiosi nel 1797.
Solo nel 1821 fu riaperta al culto ed eretta in parrocchia con decreto dell'arcivescovo Luigi Lambruschini.

## Descrizione
L'interno, a navata unica, è decorato a stucco dall'urbinate Marcello Sparzo (1514). Gli affreschi della volta dell'abside, raffiguranti episodi della vita di san Rocco, sono opera di Giovanni Carlone.
Nella chiesa sono conservati una statua in marmo di San Rocco, di Honoré Pellé assegnabile al 1700, dove è evidente il recupero del berniniano Daniele della cappella Chigi in Santa Maria del Popolo a Roma.
Sono presenti inoltre numerosi dipinti di artisti genovesi provenienti da diverse chiese demolite per ragioni urbanistiche o eventi bellici; tra questi figurano opere di Giovanni Andrea Ansaldo (San Luca dipinge la Madonna), di Luciano Borzone (Il Crocifisso e la Maddalena), di Giovanni Andrea De Ferrari (Transito di san Giuseppe), di Domenico Fiasella (Dormizione della Vergine), di Giovanni Battista Merano (Decollazione del Battista) e di Nicolò da Voltri (Madonna col Bambino).

## Galleria d'immagini

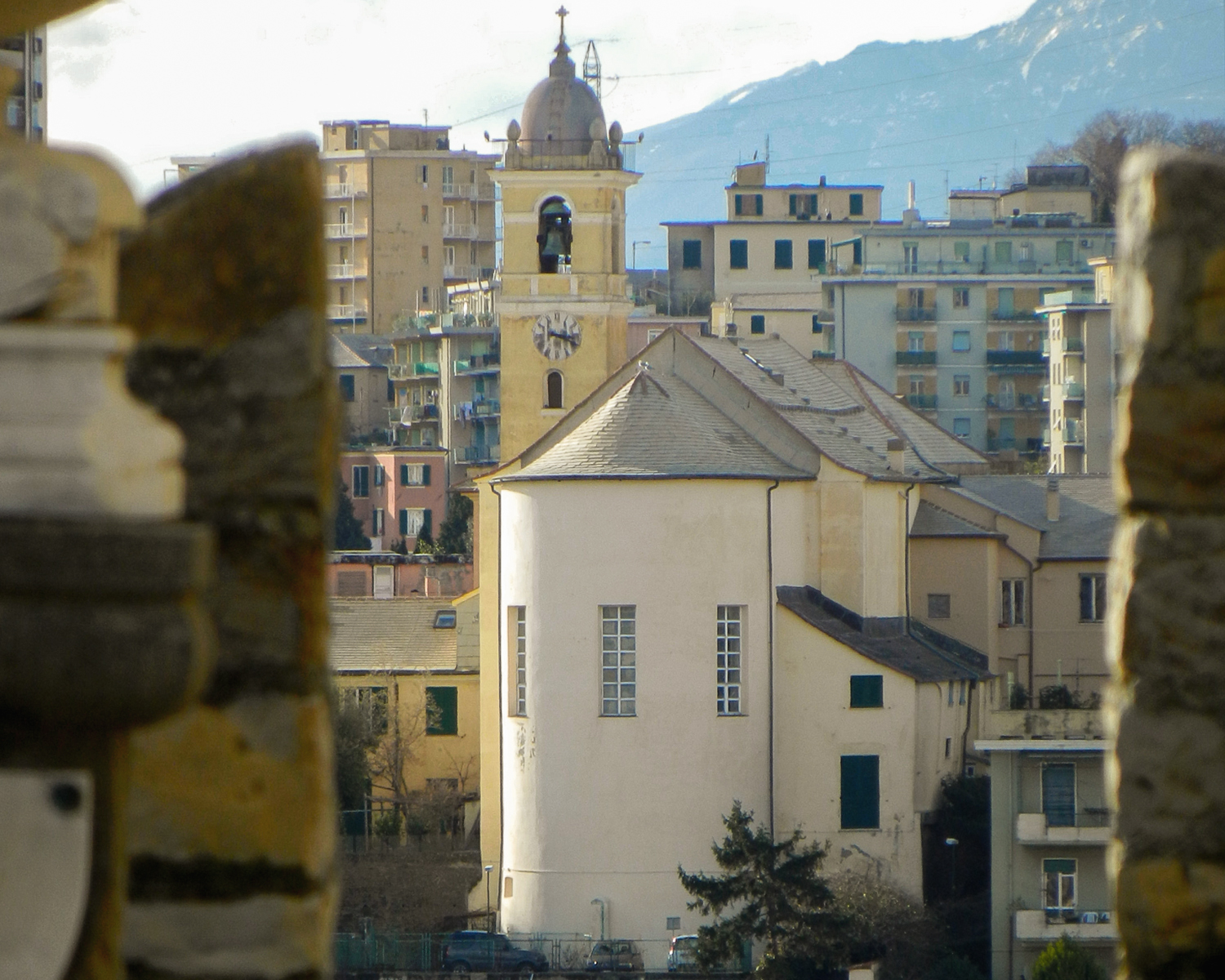
La chiesa fotografata dal lato sud
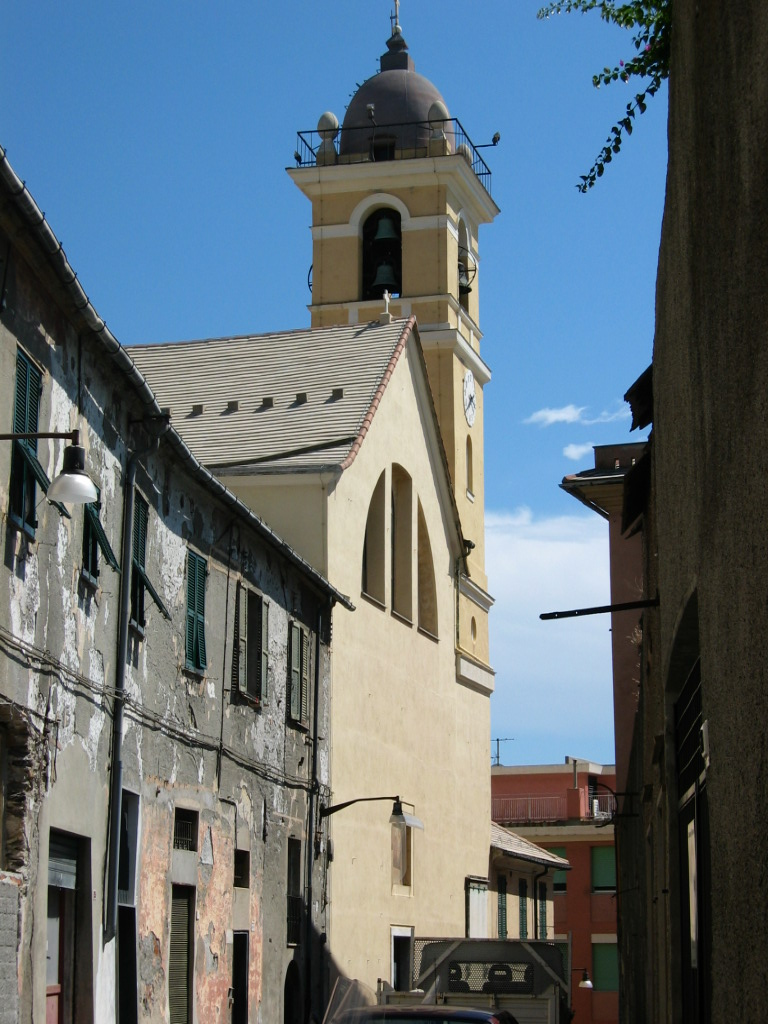
La facciata dal lato nord, verso Largo San Francesco da Paola
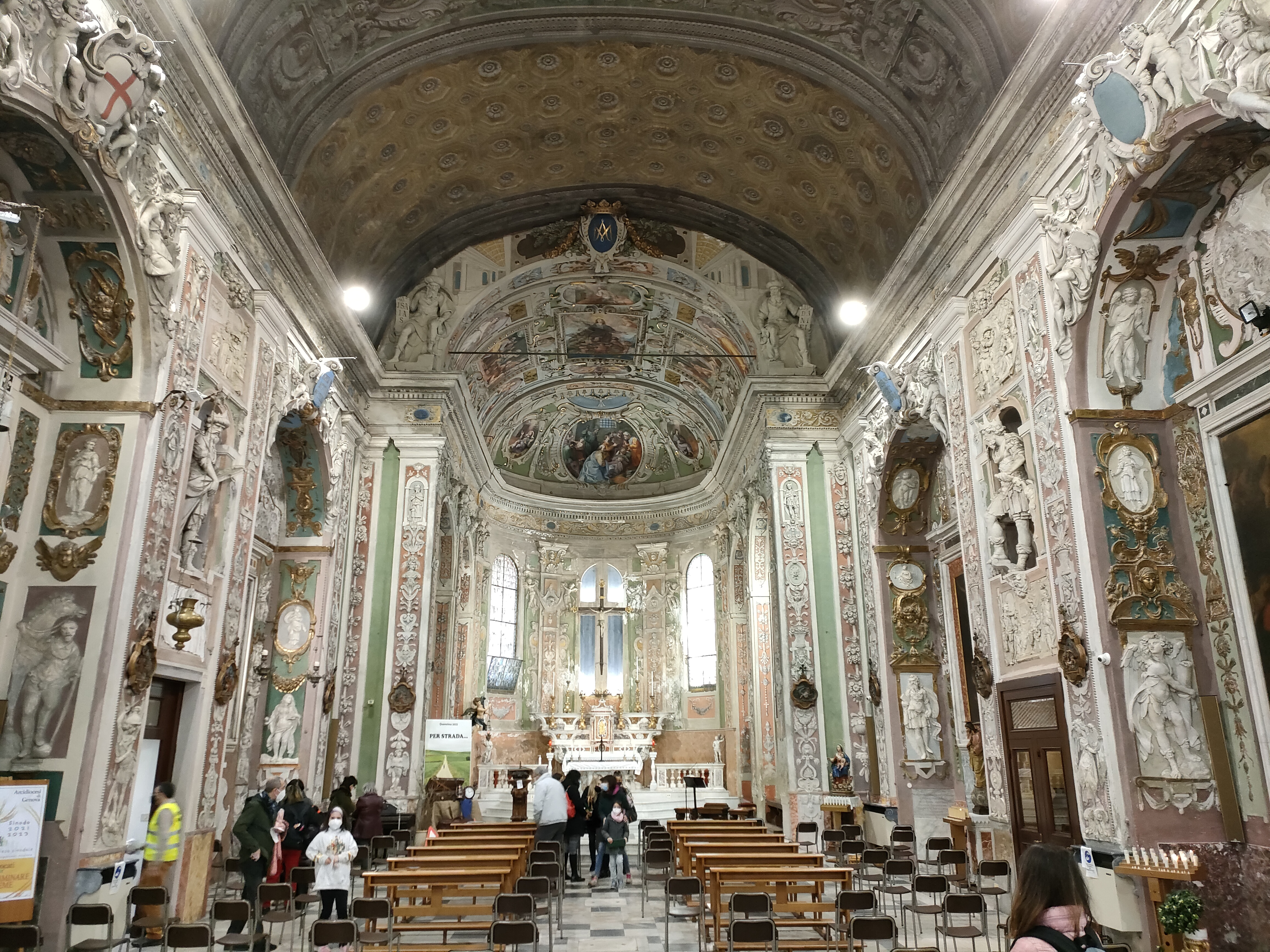
L'interno della chiesa, con le ricchissime decorazioni di Marcello Sparzo
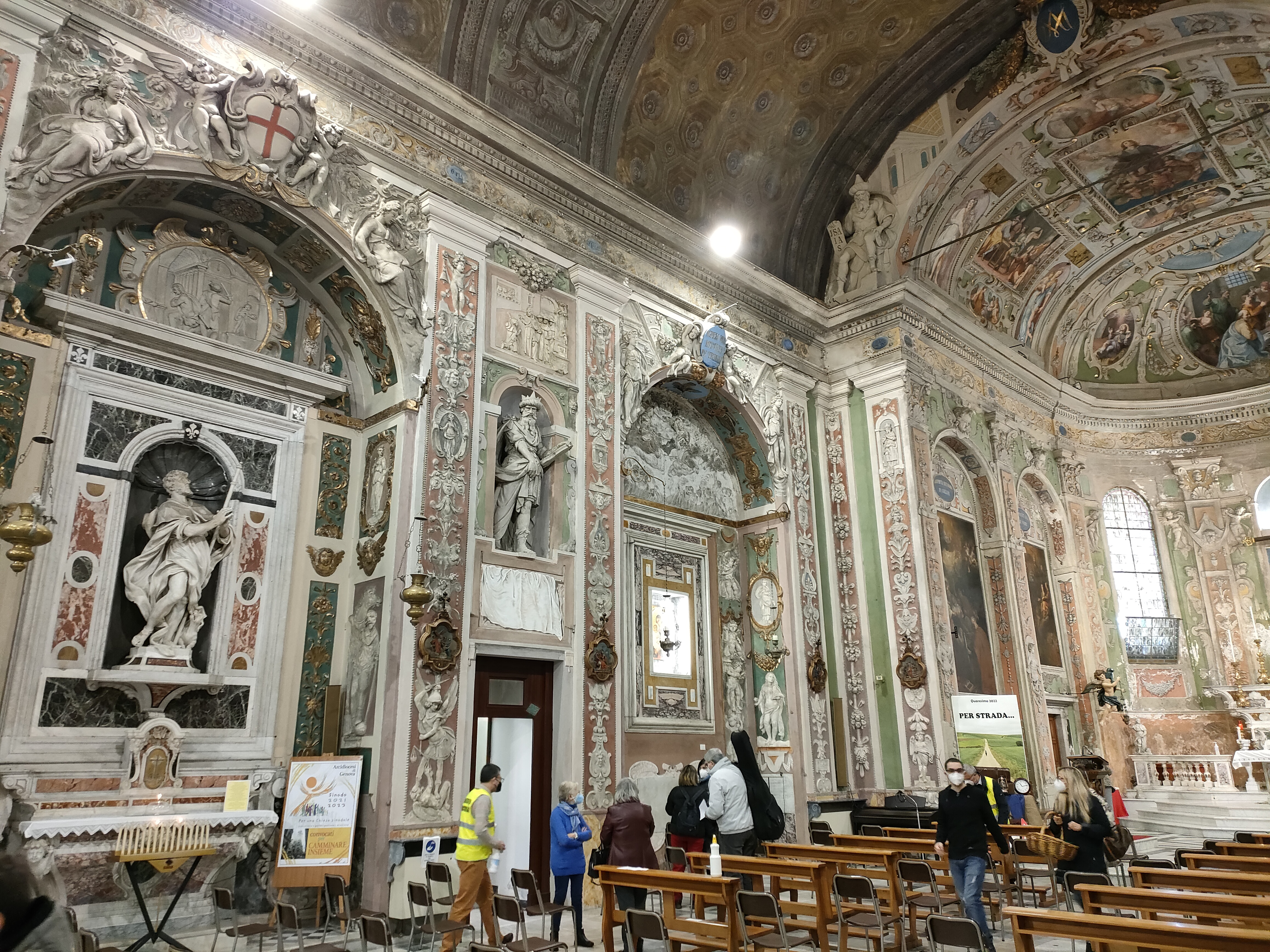
Il lato sinistro degli interni
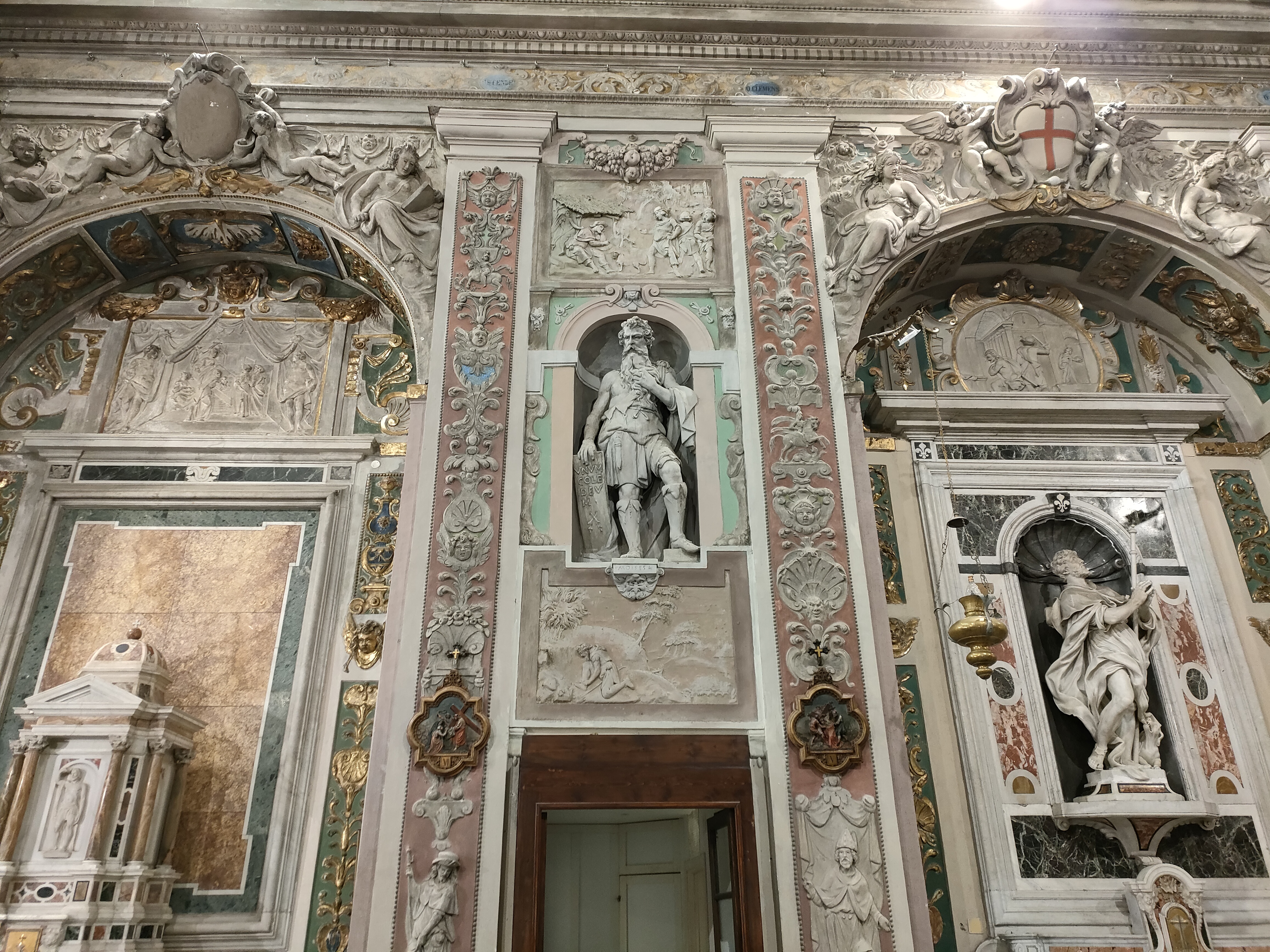
Particolare delle statue e delle decorazioni, col simbolo genovese
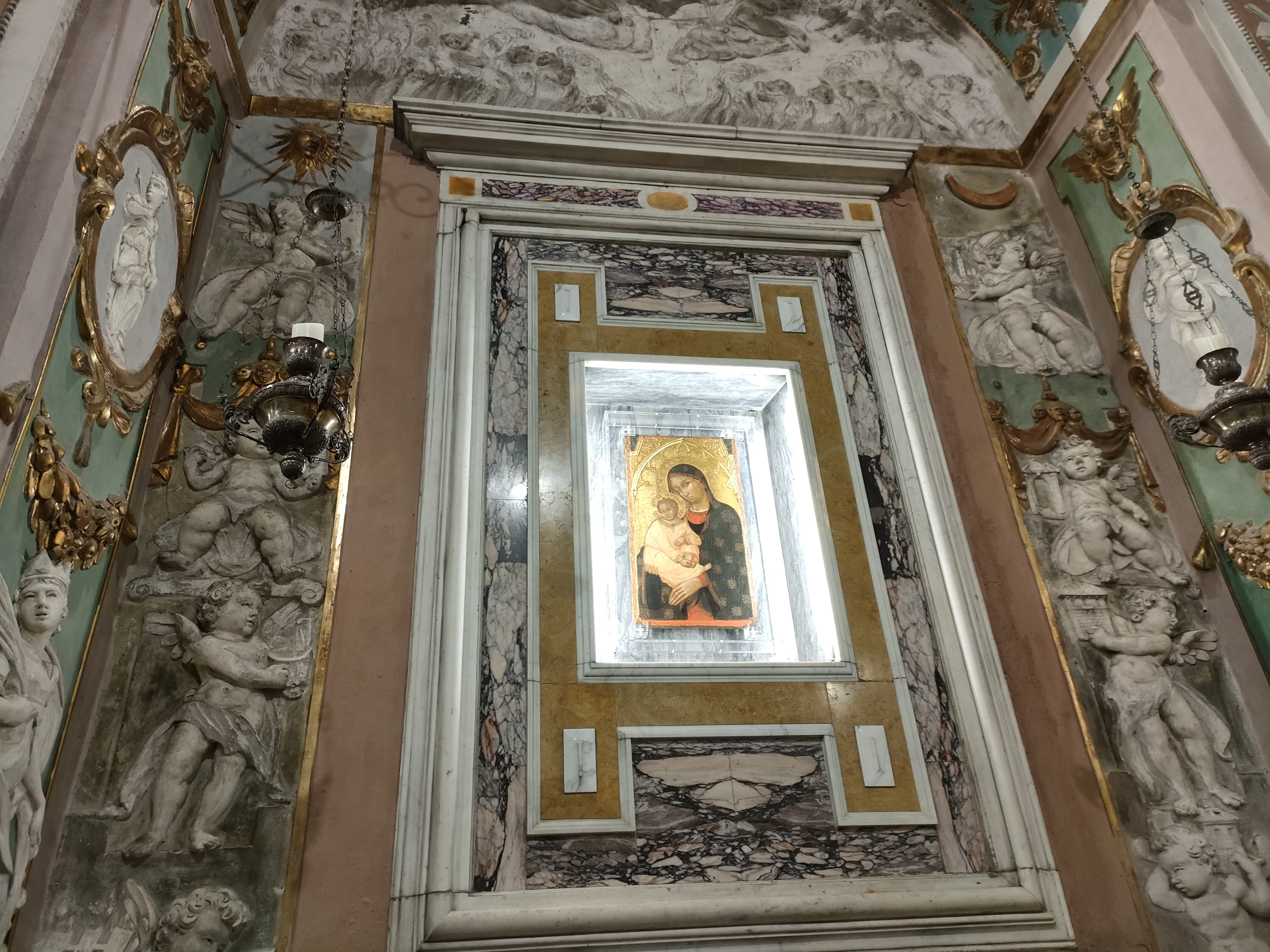
Particolare del quadro di Niccolò da Voltri
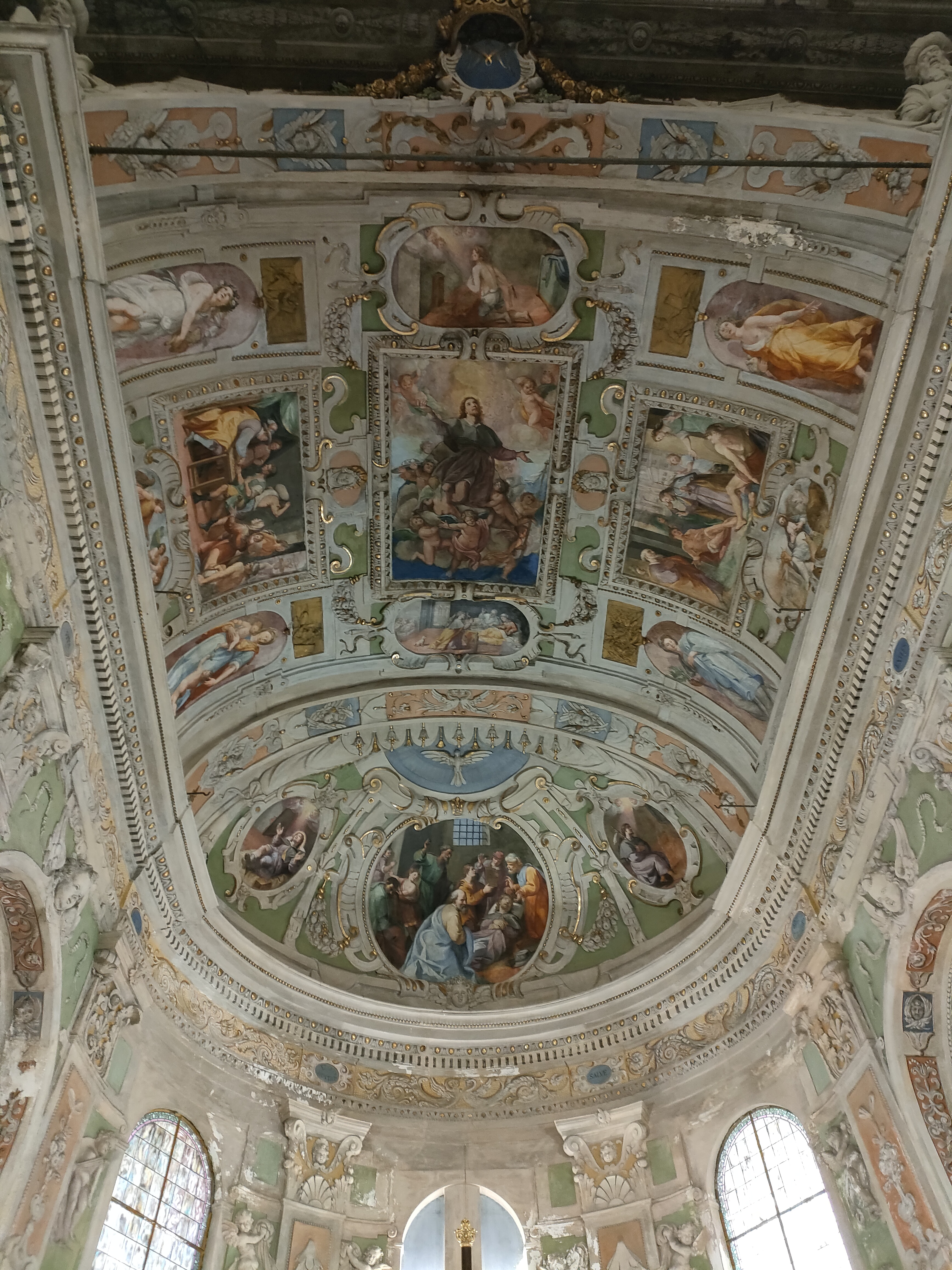
Il soffitto finemente affrescato
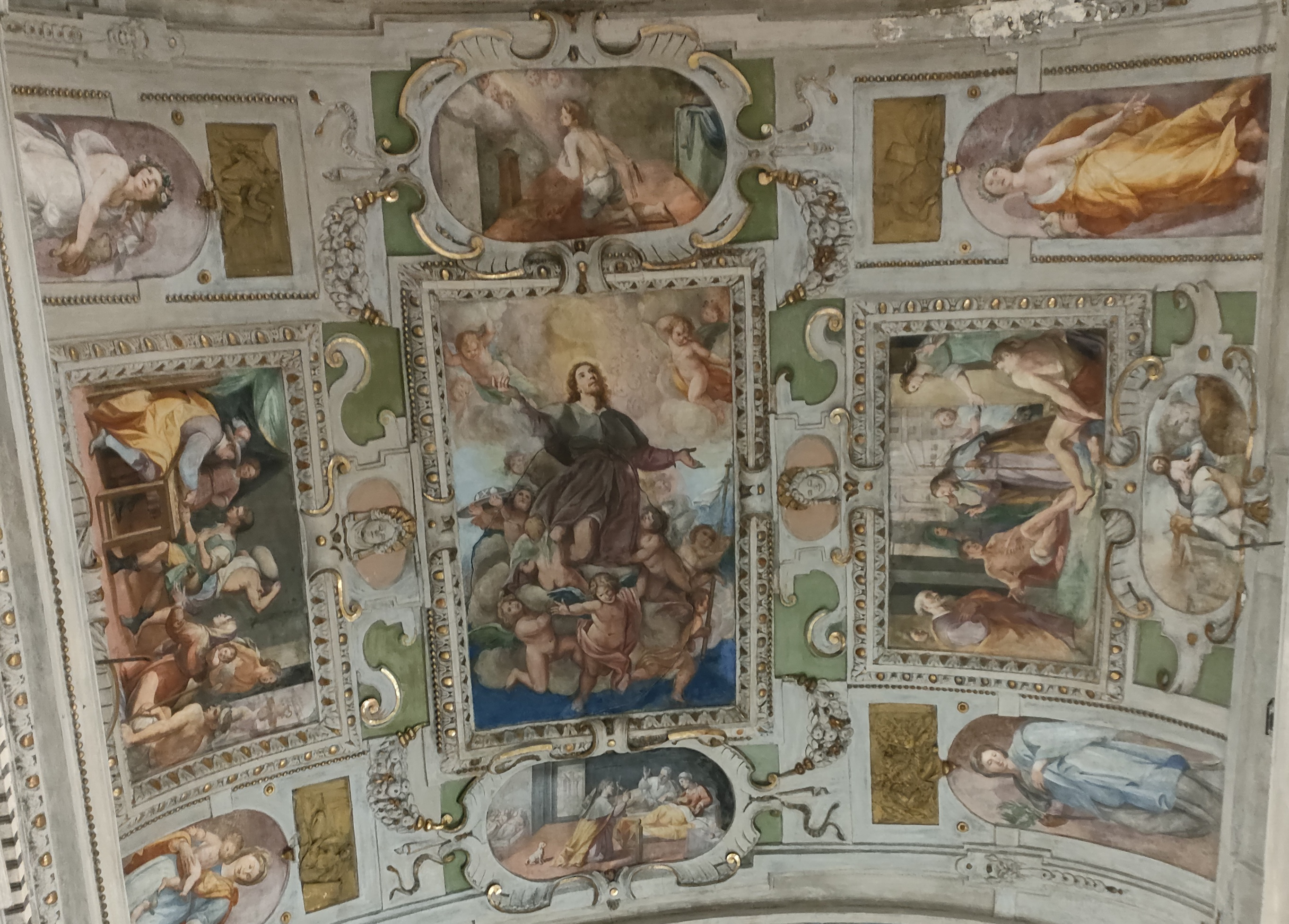
Dettaglio degli affreschi di Giovanni Carlone